# Ding Dong Song
Ding Dong Song è un singolo del cantante svedese Günther, pubblicato il 21 gennaio 2004.

## Descrizione
La title track, dal contenuto sessualmente implicito, è ispirato dalla hit Tralala del duo olandese Phil & Company, del 1984. Dopo aver ottenuto un grande successo in Svezia, il brano raggiunge anche le classifiche del resto dell'Europa grazie al suo provocante video musicale (nel quale sono presenti le coriste di Günther, The Sunshine Girls) e alla promozione del gruppo indie rock Franz Ferdinand, che cominciano a suonare acusticamente il brano durante il proprio tour. Il brano viene successivamente incluso nel primo album di Günther, Pleasureman, pubblicato nel 2004.

## Tracce
Testi e musiche di Günther e Anderz Wrethov.
CD
1. Ding Dong Song (Radio Edit) – 4:05
2. Ding Dong Song (XL Version) – 6:28

Durata totale: 10:33
CD maxi, download digitale
1. Ding Dong Song (Radio Edit) – 4:05
2. Ding Dong Song (Star Bar Remix) – 7:20
3. Ding Dong Song (XL Version) – 6:28

Durata totale: 17:53
CD maxi (Pt. 2)
1. Ding Dong Song (Radio Edit) – 4:05
2. Ding Dong Song (Star Bar Remix) – 7:20
3. Ding Dong Song (Almighty Mix) – 7:20
4. Ding Dong Song (Almighty Dub) – 7:37

Durata totale: 26:22
CD maxi (Francia)
1. Ding Dong Song (Radio Edit) – 4:05
2. Ding Dong Song (XL Version) – 6:28
3. Ding Dong Song (Star Bar Remix) – 7:20
4. Ding Dong Song (Video) – 3:30
5. Ding Dong Song (Video Interdite) – 4:06

Durata totale: 25:29
CD maxi (Svezia e Regno Unito)
1. Ding Dong Song (Radio Edit) – 4:05
2. Ding Dong Song (Star Bar Remix) – 7:20
3. Ding Dong Song (XL Version) – 6:28
4. Ding Dong Song (Video) – 4:04

Durata totale: 21:57
CD promo (Svezia)
1. Ding Dong Song (Radio Edit) – 4:07
2. Ding Dong Song (Star Bar Remix) – 7:20
3. Ding Dong Song (XL Version) – 6:28
4. Ding Dong Song (Almighty Radio Edit) – 3:48
5. Ding Dong Song (Almighty Mix) – 7:24
6. Ding Dong Song (Almighty Dub) – 5:08
7. Ding Dong Song (Instrumental) – 4:03

Durata totale: 38:18
12"
1. Ding Dong Song (Radio Edit) – 4:05
2. Ding Dong Song (Star Bar Remix) – 7:20
3. Ding Dong Song (XL Version) – 6:28
4. Ding Dong Song (Instrumental) – 4:07

Durata totale: 22:00
12" (Francia)
1. Ding Dong Song (You Touch My Tralala) (XL Version) – 6:28
2. Ding Dong Song (You Touch My Tralala) (Star Bar Remix) – 7:20

Durata totale: 13:48
12" (Günther vs. Tom Snare)
1. Ding Dong Song Philosophy (Tom Snare Extended Mix) – 7:58
2. Ding Dong Song (Tom Snare Remix) – 6:05

Durata totale: 14:03

## Classifiche
| Classifica (2004) | Posizione massima |
| ----------------- | ----------------- |
| Belgio (Fiandre)  | 43                |
| Belgio (Vallonia) | 31                |
| Finlandia         | 16                |
| Germania          | 93                |
| Irlanda           | 12                |
| Finlandia         | 16                |
| Norvegia          | 7                 |
| Regno Unito       | 14                |
| Svezia            | 1                 |
| Svizzera          | 95                |